# جامع الأحمدية

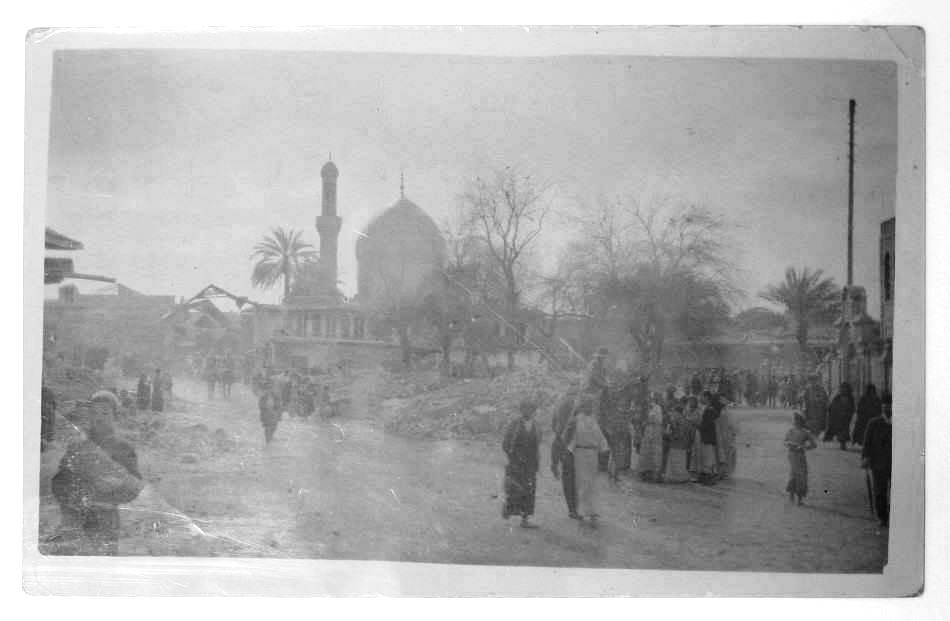
جامع الأحمدية 1917

جامع الأحمدي أو مدرسة الأحمدية ويسمى جامع الميدان، وهو من مساجد بغداد الأثرية القديمة، ويقع في جانب الرصافة شرق ساحة الميدان قرب جامع المرادية، ولقد بناه أحمد الكتخذا نائب سليمان الكبير عام1211 هـ/1796م، وسمي الجامع نسبة إليه، ولم يتم عمارته فقتل عام 1210هـ، ثم جاء أخوه عبد الله بك فأتم عمارة الجامع بعد عام تقريباً وبنى المدرسة الأحمدية. ولقد جدد بناء المسجد عدة مرات وأهمها التجديد الذي شمل القباب والواجهة الأمامية وذلك من قبل ديوان الأوقاف وأستمر البناء والتعمير قرابة خمس سنوات حتى نهاية عام 1396هـ/1976م.
ولقد حل هذا الجامع في موقع جامع القصر الذي بني في زمن الدولة العباسية.
وتبلغ مساحة الجامع حوالي 2600م2 وللجامع رحبة وساحة واسعة، ومصلى مرتفع عن الأرض وأمامه رواق، وعلى يسار الداخل إلى الجامع مصلى صيفي، وعلى المصلى قبة شامخة بنيت بالحجر الكاشاني الملون وقطرها 11 متراً، وفي جانب القبة منارة مئذنة عالية ملونة بالأحجار الكريمة.
ومدرسة الجامع هي مدرسة علمية سميت بمدرسة الأحمدية، وقد درس في المدرسة علماء أعلام ولها شهرة في بغداد وآخر من درس فيها العلامة السيد يحيى الوتري ومن بعده ولده محمود الوتري، وهما من عائلة بغدادية معروفة ولهم مجلس علم في جامع الخلفاء قرب سوق الغزل يسمى مجلس آل الوتري، ثم درس في المدرسة الشيخ عبد العزيز بن أحمد الشواف ، ومن خطبائه المعروفين أيام الدولة العثمانية «ملا طه القراغولي» جد نوري السعيد.
ومن الآثار الخطية القديمة لوحات على جدران المسجد كتبت فيها آيات من القرآن، بخط الخطاط سفيان الوهبي، الذي توفى عام 1266هـ/1850م، ثم دفن في باحة الجامع.
وآخر صيانة وتعمير للجامع كانت في عام 1431هـ/ 2010م من قبل ديوان الوقف السني في العراق.